# Kanton Canet-en-Roussillon
Der Kanton Canet-en-Roussillon war von 1997 bis 2015 ein französischer Wahlkreis im Arrondissement Perpignan, im Département Pyrénées-Orientales und in der Region Languedoc-Roussillon. Sein Hauptort war Canet-en-Roussillon.
Der Kanton war 58,05 km² groß und hatte 23.061  Einwohner (Stand: 1. Januar 2012), was einer Bevölkerungsdichte von 397 Einwohnern pro km² entspricht.

## Geschichte
Der Kanton wurde 1997 gebildet.

## Gemeinden
Der Kanton bestand aus vier Gemeinden:
| Gemeinde                   | Einwohner Jahr | Fläche km² | Bevölkerungsdichte | Code INSEE | Postleitzahl |
| -------------------------- | -------------- | ---------- | ------------------ | ---------- | ------------ |
| Canet-en-Roussillon        | 12.436 (2013)  | 30,22      | 412 Einw./km²      | 66037      | 66140        |
| Sainte-Marie-la-Mer        | 4.725 (2013)   | 10,29      | 459 Einw./km²      | 66182      | 66470        |
| Saint-Nazaire              | 2.542 (2013)   | 10,33      | 246 Einw./km²      | 66186      | 66570        |
| Villelongue-de-la-Salanque | 3.281 (2013)   | 7,21       | 455 Einw./km²      | 66224      | 66410        |

## Bevölkerungsentwicklung
| 1962 | 1968 | 1975 | 1982   | 1990   | 1999   | 2006   | 2011   |
| ---- | ---- | ---- | ------ | ------ | ------ | ------ | ------ |
| 5724 | 6981 | 7606 | 10.531 | 13.933 | 18.475 | 20.719 | 23.413 |